# Tout pour plaire (film)
Pour les articles homonymes, voir Tout pour plaire.
Pour plus de détails, voir Fiche technique et Distribution.
Tout pour plaire est un film franco-belge réalisé par Cécile Telerman, tourné en 2004 et sorti en 2005.

## Synopsis
Marie est médecin dans un hôpital public, son mari Pierre est peintre mais ne vend aucune toile. Mère de deux enfants, Marie gère l'existence du foyer ainsi que les charges financières, tout en essayant d'encourager un époux qui se laisse vivre. Lors d'une soirée, elle rencontre Xavier, un réalisateur de films qu'elle admire beaucoup, cela va susciter la jalousie de son époux.
Florence travaille dans une agence de marketing, avec un patron narcissique qui la traite comme une moins que rien. La jeune femme attend une promotion, qu'elle n'aura jamais car son patron va l'attribuer à une de ses maîtresses. En parallèle, elle est la mère d'un petit garçon et vit en couple avec Julien mais n'éprouve plus de sentiment ni de désir pour lui. Julien souffre de ce manque d'affection, mais il ne sait pas comment lui dire. D'un autre côté, il ne la soutient dans aucun de ses projets et travaillant trop, n'est jamais disponible ni pour elle, ni pour leur petit garçon. Lorsqu'elle apprend qu'il la trompe, elle décide de le quitter, même s'il lui assure l'aimer.
Juliette est célibataire et future avocate. Elle décide d'emménager avec son petit ami Guillaume mais le jeune homme, tourmenté et égocentrique, la quitte alors qu'ils viennent juste de louer l'appartement. Juliette décide de l'attendre et tandis qu'elle se laisse aller à des dépenses frénétiques, elle se retrouve en pleine situation financière délicate. Elle finit par rencontrer un conseiller bancaire avec qui elle a des disputes régulièrement, jusqu'au jour où elle comprend qu'il ne souhaite qu'une chose, l'aider. Voire plus si affinités !
Amies mais se voyant peu, les trois femmes ont l'occasion de se revoir et ne vont plus se lâcher, s'aidant respectivement à prendre confiance en elles.

## Fiche Technique
Sauf indication contraire, les informations mentionnées dans cette section peuvent être confirmées par la base de données cinématographiques IMDb,  présente dans la section « Liens externes ».
- Titre original : Tout pour plaire
- Réalisation : Cécile Telerman
- Scénario : Cécile Telerman et Jérôme Soubeyrand
- Musique : Adrien Blaise
- Décors : André Fonsny
- Costumes : Caroline de Vivaise
- Photographie : Matthieu Poirot-Delpech
- Son : Jean-Luc Audy, Thierry Lebon, Cécile Ranc
- Montage : Marie Castro
- Producteurs : Yann Gilbert
  - Coproduction : Hubert Toint
- Sociétés de production[1] :
  - France : La Mouche du Coche Films, en coproduction avec Les Films de la Greluche, avec la participation de Canal +, CinéCinéma, Banque Populaire Images 5 et Soficinéma
  - Belgique : Radio Télévision Luxembourg - Télévision Indépendante, en coproduction avec Saga Film
- Sociétés de distribution[2] : Diaphana (France) ; Belga Films (Belgique) ; Christal Films / Lions Gate Films (Québec) ; Frenetic Films (Suisse romande)
- Budget : 5 312 910 €[3]
- Pays de production :  France,  Belgique
- Langues originales : français, anglais
- Format[4] : couleur - 35 mm - 1,85:1 (Panavision) - son Dolby
- Genre : comédie
- Durée : 105 minutes
- Dates de sortie[5] :
  - France, Belgique, Suisse romande : 16 mars 2005[6],[7]
  - Québec : 5 mai 2006[8]
- Classification[9] :
  - France : tous publics[10]
  - Belgique : tous publics (Alle Leeftijden)[6]
  - Suisse romande : interdit aux moins de 10 ans[11]
  - Québec : tous publics - déconseillé aux jeunes enfants (G - General Rating)[8]

## Distribution
- Mathilde Seigner : Juliette Fischer
- Anne Parillaud : Florence
- Judith Godrèche : Marie
- Mathias Mlekuz : Pierre
- Thierry Neuvic : Julien
- Pascal Elbé : Simon Dubois
- Pierre Cassignard : Benoît
- Pascal Elso : Caligula
- Marc Citti : Guillaume
- Bernard Yerlès : Xavier
- Riton Liebman : Bertrand
- François-Xavier Demaison : l'agent immobilier
- Soria Moufakkir : Samira
- Cristina Pinheiro : esthéticienne
- Cécile Brams : vendeuse
- Léo Legrand : Ludovic
- Christian Hecq : le chauffeur de taxi
- Léa Raud : Clara
- Thomas Doucet : Max
- Arthur Chazal : Guévara
- Marina Tomé : la patronne de l'institut de beauté
- Claudine Regnier : Geneviève
- Françoise Guiol : assistant Caligula
- Mauricette Gourdon : Mme Bergère
- Sylvie Lumière : buraliste
- Frédéric Liévain : invité fête cinéma
- Sonia Hell : mère au jardin public
- Thomas Bidart : serveur du bar à tapas
- Laurence Ursino : caissière du club de jazz
- Henri-Edouard Osinski : M. Silberman
- Isabelle Grare : employée de banque
- Marie-Charlotte Salmon : Béatrice
- Julien Zuccolin : barman du club de jazz

## Production

### Tournage
- Lieux de tournage[12] : Disneyland Paris, Marne-la-Vallée, Seine-et-Marne.

## Accueil

### Box-office
- Box-office France : 1 445 384 entrées

## Autour du film
- Premier rôle au cinéma pour François-Xavier Demaison

## Distinctions
Entre 2005 et 2006, Tout pour plaire a été sélectionné 7 fois dans diverses catégories et a remporté 1 récompense.

### Récompenses
- Festival international du film de comédie de l'Alpe d'Huez 2005 : Prix spéciaux du Jury - Prix du Public TPS Star pour Cécile Telerman.

### Nominations
- Festival international du film de comédie de l'Alpe d'Huez 2005 :
  - Mention spéciale pour Cécile Telerman,
  - Grand Prix Médiavision, Etoile du rire 2005 - Prix du Jury Jeune pour Cécile Telerman.
- Bidets d'Or 2006 : Bidet d'Or de l'actrice pour Judith Godrèche.
- Etoiles d'Or de la Presse du Cinéma Français 2006 : Meilleure révélation masculine pour Pascal Elbé.
- Trophées Jeunes Talents 2006 : Jeune réalisateur(trice) cinéma pour Cécile Telerman.

### Sélections
- Festival international du film de comédie de l'Alpe d'Huez 2005 : Film d'ouverture.